# NGC 6548
NGC 6548 ist eine 11,7 mag helle linsenförmige Galaxie vom Hubble-Typ SB0 im Sternbild Herkules und etwa 106 Millionen Lichtjahre von der Milchstraße entfernt.
Sie bildet mit der dreimal weiter entfernten Galaxie NGC 6549 eine optische Doppelgalaxie und wurde am 20. September 1786 von Wilhelm Herschel mit einem 18,7-Zoll-Spiegelteleskop entdeckt, der sie dabei mit „cF, S, lE, iF, resolvable“ beschrieb.